# Septembre 1824

## Événements
- 16 septembre, France :
  - mort du roi Louis XVIII;
  - début du règne de Charles X de France (fin en 1830).

## Naissances
- 3 septembre : Victor Tercelin, banquier et homme politique belge († 22 décembre 1891).
- 4 septembre : Anton Bruckner, compositeur († 11 octobre 1896).
- 9 septembre : Georg Mader, peintre autrichien († 31 mai 1881).
- 22 septembre : Gaspard Mermillod, cardinal suisse, évêque catholique de Lausanne et Genève († 23 février 1892).
- 27 septembre : Benjamin Apthorp Gould (mort en 1896), astronome américain.

## Décès
- 3 septembre : Georges Louis Marie Dumont de Courset (° 1746), botaniste et agronome français.
- 9 septembre : Balthazar Georges Sage (° 1740), chimiste et minéralogiste français.
- 16 septembre : Louis XVIII de France (° 1755).